# Râul Vilia
Vilia este un râușor din raionul Briceni care trece prin satele Cotiujeni, Balasinești, Medveja, Larga, Berlinți și Beleavinți.
Prima atestare istorică a râulețului Vilia este într-un document de la Iași din 15 aprilie 1603 semnat de voievodul Ieremia Movilă în care se pomenește că pe Vilia, mai jos de Cotiujeni, în apropierea satului Berlinți, era o moară de apă. Posibil, că moară lui Nemiț de mai târziu e tocmai acea moară veche, dar deja reconstruită.
În cursul inferior al râului este amplasată rezervația peisagistică Tețcani.
În noaptea de 24 spre 25 august a anului 2005 în urma ploilor torențiale și din cauza că barajul iazului din satul Medveja s-a rupt au fost inundate 6 case și 80 ha de culturi agricole în satul Beleavinți, 9 case și 5 fântâni în satul Balasinești, iar în satul Cotiujeni au fost inundate 15 case. În satul Medveja au fost distruse 6 case și 10 ha de culturi agricole. Nivelul apei în râul Vilia a crescut cu 3 metri, în consecință, a fost inundat podul de pe traseul Briceni-Larga, iar drumul pe segmentul dat a fost blocat. La lucrările de lichidare a consecințelor inundațiilor au participat 241 de persoane și 32 de unități de tehnică specială ale Departamentului Situații Excepționale.